# Mała Lutomia
Mała Lutomia (Lutomia Mała) – przysiółek wsi Lutomia Dolna w Polsce, położony w województwie dolnośląskim, w powiecie świdnickim, w gminie Świdnica.
W latach 1975–1998 przysdiółek administracyjnie należał do województwa wałbrzyskiego.